# Trup letadla

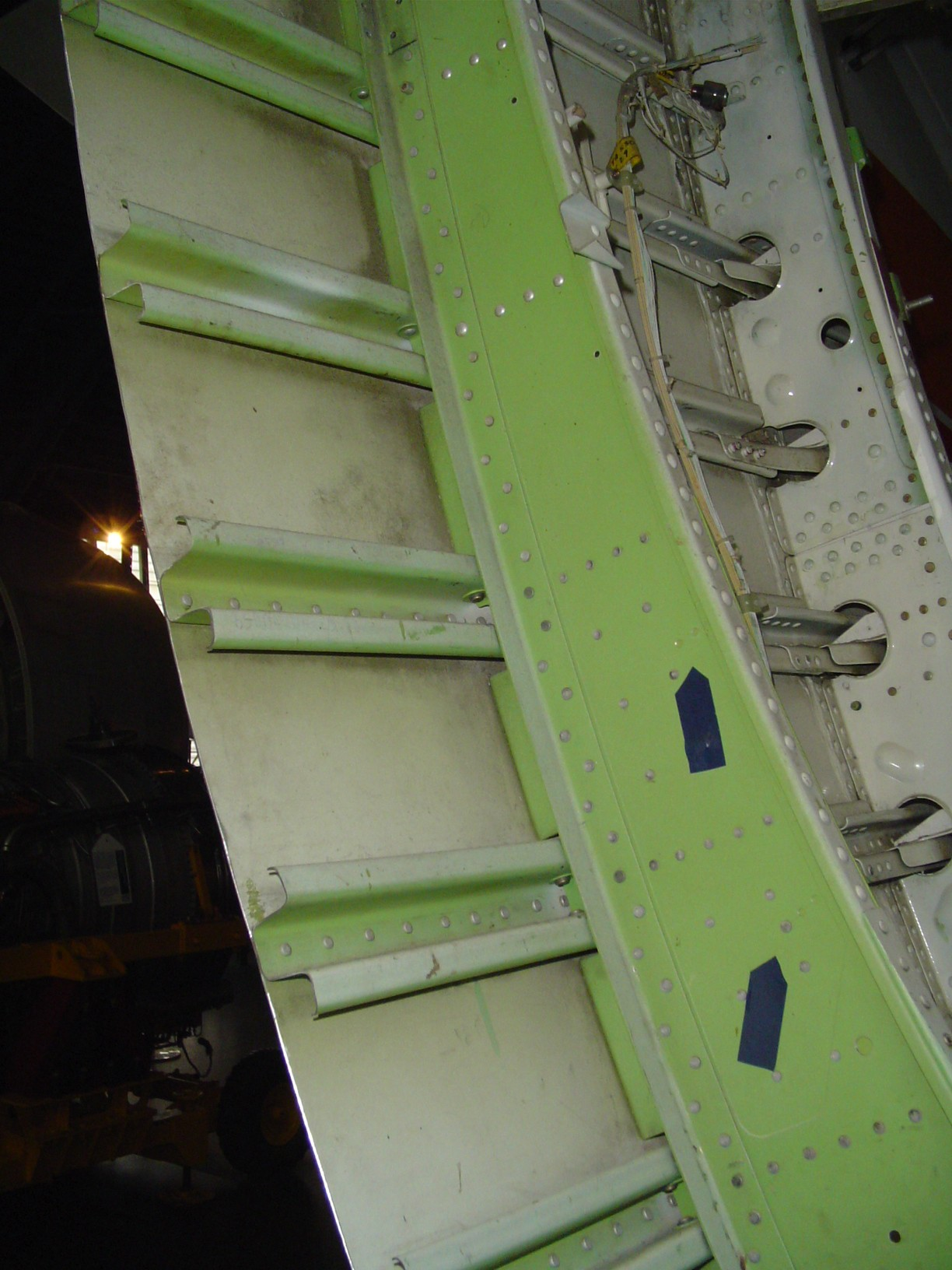
Trup letounu Boeing 747

Trup je hlavní část letadla, která spojuje nosné plochy a prostředky řiditelnosti a stability (VOP, SOP, balanční křidélka apod.). Může (i nemusí) zde být umístěn prostor pro posádku a náklad. Trup musí mít tvar s co nejmenším odporem, konstrukce musí mít vysokou pevnost a trvanlivost a musí být maximálně využity jeho všechny vnitřní prostory.
Trup dopravních letounů se dělí na široko a úzkotrupý.

## Konstrukční řešení

### Samonosné trubkové
Tento trup je tvořen trubkou, na kterou je na jednom konci upevněn motor, křídlo, podvozek a prostor pro pilota. Na druhém konci nosníku jsou upevněna kormidla. Jedná se o nejjednodušší konstrukci trupu, která se používá pouze u ultralightů, protože je velmi levná a lehká.

### Příhradové
Jedná se o starou a osvědčenou konstrukci, která se v omezené míře používá do současnosti. Je tvořena dvěma nosníky, které jsou propojeny příhradami (příčkami). U letadel, která jsou tvořena touto konstrukci je u trupu velmi málo místa, takže se takovýto trup používá pouze u sportovních a zemědělských letounů.

### Poloskořepinové
Tato konstrukce je tvořena silným nosným potahem, který je vyztužen celou sadou podélných výztuh. Tyto výztuhy dodávají poloskořepinové konstrukci patřičnou pevnost. Vnitřní prostor konstrukce je volný, takže je lze využít k umístění nákladu, cestujících.

### Skořepinové
Takovýto trup je tvořen silným potahem. Zpravidla se jedná o vícevrstvý potah sandwichového typu - i takovýto trup poskytuje dostatek prostoru pro cestující a pro zboží.

### Smíšené
Tato konstrukce je tvořena spojením dvou předchozích konstrukcí dohromady. Kombinuje se příhradová s poloskořepinovou nebo příhradová se skořepinovou.